# Xyris porcata
Xyris porcata là một loài thực vật hạt kín trong họ Hoàng đầu. Loài này được Lock miêu tả khoa học đầu tiên năm 1999.